# Contea di Fillmore (Nebraska)
La contea di Fillmore (in inglese Fillmore County) è una contea dello Stato del Nebraska, negli Stati Uniti. La popolazione al censimento del 2000 era di 6 634 abitanti. Il capoluogo di contea è Geneva.